# Gewone reuzenmier
De gewone reuzenmier (Camponotus ligniperda) is een mierensoort, en kan 6 tot 18 millimeter lang worden.

## Kenmerken
Het is de grootste mierensoort in Midden- en Noordwestelijk Europa. Het lichaam is tamelijk glanzend, de kop en het grootste deel van het achterlijf (metasoma) is zwart; het borststuk (mesosoma), de poten, het schubje en het voorste deel van het metasoma is roodbruin. De grootte-verschillen tussen de werksters zijn aanzienlijk.

### Voorkomen
Gewone reuzenmieren komen voor bij zonnige bosranden, vaak in bergachtige streken. Ze zijn zeer zeldzaam in Nederland; niet zeldzaam in het oosten van België.

### Levenswijze
De individuenrijke nesten bevinden zich in dood hout of op de grond onder stenen. De naam ligniperda betekent houtaantaster, maar deze soort tast levend hout niet aan. Het voedsel bestaat uit zoete ontlasting (honingdauw) van bladluizen maar ook insecten worden aangenomen. De bruidsvluchten vinden plaats tussen mei en juli. Na de paring verliest de grote, jonge koningin haar vleugels en begint een nieuw nest op een verborgen plaats. Hierbij is ze volledig op zichzelf aangewezen. Pas nadat zich uit het eerste broed werksters hebben ontwikkeld, kan de koningin zich concentreren op het leggen van eieren.